# Zelfportret (beeld door John Michael Rysbrack)
Zelfportret is een zelfportret in de vorm van een buste van John Michael Rysbrack, een 18e-eeuwse Vlaamse beeldhouwer. Deze plastiek werd vervaardigd tussen 1694 tot 1770 en bevindt zich in het Koninklijk Museum voor Schone Kunsten Antwerpen als bruikleen van het Erfgoedfonds. Het maakte deel uit van de privécollectie van Charles Van Herck.

## Iconografie
Dit zelfportret is te beschouwen als een autonoom kunstwerk gezien zijn hoge afwerkingsgraad en niet als een geboetseerd model. Het portret hoort thuis in de achttiende-eeuwse iconografische traditie van het beeldhouwers- en architectenportret. Door de geportretteerde op een zeer informele manier voor te stellen - bijvoorbeeld met een gedrapeerde mantel - wordt verwezen naar bekende antieke voorgangers en hun faam.

## Achtergrond
De plastiek kon geïdentificeerd worden als een zelfportret van Rysbrack via de bestudering van een geschilderd portret van de hand van John Vanderbank (ca. 1728) dat bewaard wordt in de National Portrait Gallery te Londen. Het moet rond 1730 zijn gemaakt, toen Rysbrack ongeveer zesendertig jaar oud was. Bijkomende indicaties zijn het hemd met open kraag en zijn dunne fijne plooien, de knopen op het vest en de brede, gedrapeerde plooien over de schouders, allemaal kenmerken van tal van andere portretbustes van zijn hand. Ongetwijfeld liet hij zich inspireren door de buste van dichter Matthew Prior (ca. 1700), vervaardigd door de Franse beeldhouwer Antoine Coysevox. Deze buste, in 1723 als centraal motief op het grafmonument van Prior geplaatst, bevindt zich in het zuidelijke transept van Westminster Abbey. Het ontwerp is van de Engelse architect James Gibbs terwijl Rysbrack het van beelden voorzag.

## Galerij

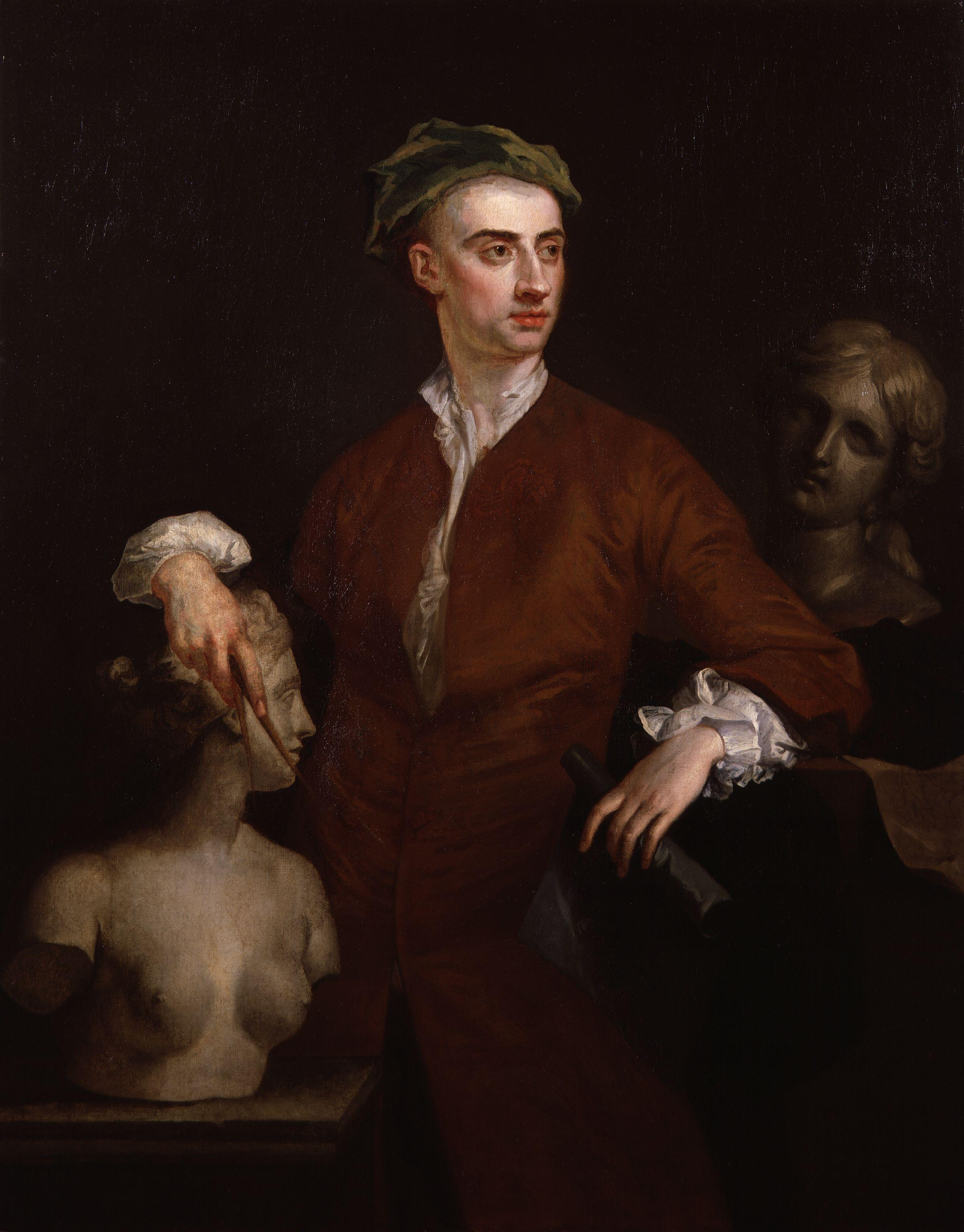
John Michael Rysbrack door John Vanderbank